# Niko Tsakiris
Nikolas Diego Tsakiris (Saratoga, 19 giugno 2005) è un calciatore statunitense, centrocampista dei S.J. Earthquakes.

## Carriera

### Club
Figlio di Shaun Tsakiris ex calciatore statunitense, ha origini portoghesi e greche. Ha iniziato a giocare a calcio nell'accademia con De Anza Force. Nel 2015, all'età di 10 anni, si trasferisce in Florida per giocare con l'IMG Academy. Nel 2017, è tornato in California per giocare nelle giovanili dei San Jose Earthquakes.
Nel gennaio 2022 firma un contratto da professionista con i S.J. Earthquakes, esordendo nella Major League Soccer il 12 marzo contro i Philadelphia Union.
Il 19 aprile contro i Bay Cities nel terzo turno della U.S. Open Cup 2022 segna la prima rete con i Quakes.

### Nazionale
Ha esordito nel 2022 con gli Stati Uniti U-20 nel Campionato nordamericano Under-20 disputando tutte e sette le partite, aiutando la sua nazionale a vincere il torneo segnando tre gol, di cui uno nella finale contro la Rep. Dominicana U-20.
Nel maggio 2023 partecipa al campionato mondiale Under-20, giocando quattro partite e segnando una rete contro la Slovacchia U-20.

## Statistiche

### Presenze e reti nei club
Statistiche aggiornate al 2 marzo 2025.
| Stagione                       | Squadra                        | Campionato                     | Campionato | Campionato | Coppe nazionali | Coppe nazionali | Coppe nazionali | Coppe continentali | Coppe continentali | Coppe continentali | Altre competizioni | Altre competizioni | Altre competizioni | Totale | Totale | Totale |
| Stagione                       | Squadra                        | Comp                           | Pres       | Reti       | Comp            | Pres            | Reti            | Comp               | Pres               | Reti               | Comp               | Pres               | Reti               | Pres   | Reti   |        |
| ------------------------------ | ------------------------------ | ------------------------------ | ---------- | ---------- | --------------- | --------------- | --------------- | ------------------ | ------------------ | ------------------ | ------------------ | ------------------ | ------------------ | ------ | ------ | ------ |
| 2022                           | S.J. Earthquakes               | MLS                            | 10         | 0          | CS              | 2               | 1               |                    | -                  | -                  |                    | -                  | -                  | 12     | 1      |        |
| 2022                           | S.J. Earthquakes II            | MLS NP                         | 6          | 1          |                 | -               | -               |                    | -                  | -                  |                    | -                  | -                  | 6      | 1      |        |
| 2023                           | S.J. Earthquakes               | MLS                            | 15+1       | 0          | CS              | 0               | 0               | LC                 | 2                  | 0                  |                    | -                  | -                  | 18     | 0      |        |
| 2023                           | S.J. Earthquakes II            | MLS NP                         | 1          | 0          |                 | -               | -               |                    | -                  | -                  |                    | -                  | -                  | 1      | 0      |        |
| Totale San Jose Earthquakes II | Totale San Jose Earthquakes II | Totale San Jose Earthquakes II | 7          | 1          |                 | -               | -               |                    | -                  | -                  |                    | -                  | -                  | 7      | 1      |        |
| 2024                           | S.J. Earthquakes               | MLS                            | 25         | 0          | CS              | 2               | 0               | LC                 | 2                  | 0                  |                    | -                  | -                  | 29     | 0      |        |
| 2025                           | S.J. Earthquakes               | MLS                            | 0          | 0          | CS              | 0               | 0               |                    | -                  | -                  |                    | -                  | -                  | 0      | 0      |        |
| Totale San Jose Earthquakes    | Totale San Jose Earthquakes    | Totale San Jose Earthquakes    | 51         | 0          |                 | 4               | 1               |                    | 4                  | 0                  |                    | -                  | -                  | 59     | 1      |        |
| Totale carriera                | Totale carriera                | Totale carriera                | 58         | 1          |                 | 4               | 1               |                    | 4                  | 0                  |                    | -                  | -                  | 66     | 2      |        |

## Palmarès

### Nazionale
- Campionato nordamericano di calcio Under-20: 1

Honduras 2022